# Sokolac (Šipovo)
Pour les articles homonymes, voir Sokolac.
Modèle:Infobox Ville de Serbe en Bosnie
Sokolac (en serbe cyrillique : Соколац) est un village de Bosnie-Herzégovine. Il est situé dans la municipalité de Šipovo et dans la république serbe de Bosnie. Selon les premiers résultats du recensement bosnien de 2013, il compte 140 habitants.

## Démographie

### Évolution historique de la population dans la localité
| 1948 | 1953 | 1961 | 1971 | 1981 | 1991 | 2013 |
| ---- | ---- | ---- | ---- | ---- | ---- | ---- |
| -    | -    | 433  | 328  | 203  | 173  | 140  |

|  |